# Paul Cremona
Paul Cremona, O.P., (en maltés: Pawl Cremona), (La Valeta, 25 de enero de 1946-18 de marzo de 2025)  fue un fraile dominico y arzobispo católico maltés. Arzobispo de Malta (2007-2014).

## Biografía

### Primeros años
Nació en La Valeta el 25 de enero de 1946, hija de Joseph Cremona y Josephine Cauchi. Tiene dos hermanos: un hermano mayor y una hermana menor. Asistió a la Escuela Montesseori en La Valeta y al Liceo en Ħamrun.

### Formación
Estudió filosofía y teología en el Colegio de Santo Tomás de Aquino ubicado en el priorato dominico de Rabat. Estudió en la Universidad Pontificia de Santo Tomás de Aquino y obtuvo su doctorado en teología sagrada (STD) en 1973 con una tesis titulada El concepto de paz en el Papa Juan XXIII.

### Vida religiosa
En septiembre de 1962, Cremona se unió a la Orden Dominicana y profesó el 29 de septiembre de 1963. Fue ordenado sacerdote el 22 de marzo de 1969.
Fue elegido prior de Nuestra Señora de la Gruta, Rabat, en 1974, y ocupó ese cargo de 1974 a 1980 y de 1997 a 2003. Fue Prior Provincial Dominicano de Malta de 1981 a 1989.
En 1989 fue nombrado párroco de la parroquia de Nuestra Señora de Fátima en Gwardamanġa, Pietà, donde sirvió hasta 1993. Luego se convirtió en responsable de la formación de novicios y estudiantes dominicos en Rabat, cargo que volvió a ocupar entre 2004 y 2005. En 2005, se convirtió en párroco de Jesús de Nazaret en Sliema.
Ocupó otros cargos en la Arquidiócesis de Malta, incluyendo Delegado del Arzobispo para la Vida Consagrada, director espiritual asistente en el Seminario de Tal-Virtù, Rabat, miembro del Consejo Presbiteral y presidente del Consejo de Superiores Religiosos Mayores de Malta (KSMR).

## Episcopado

### Arzobispo de Malta

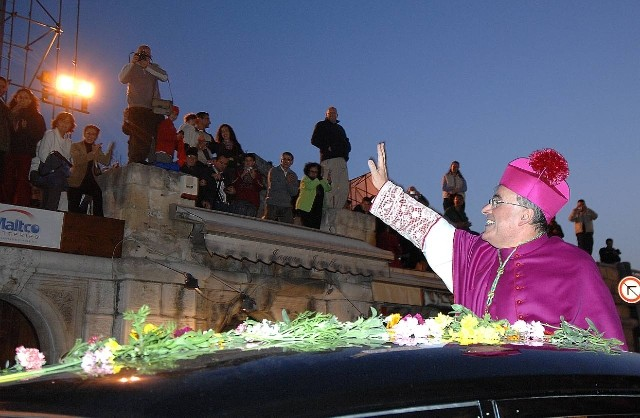
Cremona en su llega a La Valeta como arzobispo de Malta.

Cremona fue nombrado undécimo arzobispo de Malta el 2 de diciembre de 2006. Recibió su consagración episcopal el 26 de enero de 2007 en la Concatedral de San Juan Bautista en La Valeta del arzobispo saliente de Malta, Joseph Mercieca, asistido por el nuncio apostólico, el arzobispo Félix del Blanco Prieto, y el obispo George Frendo, excompañero de escuela de Cremona. Cremona invocó al obispo San Agustín: "Para ti soy obispo, pero contigo soy cristiano".

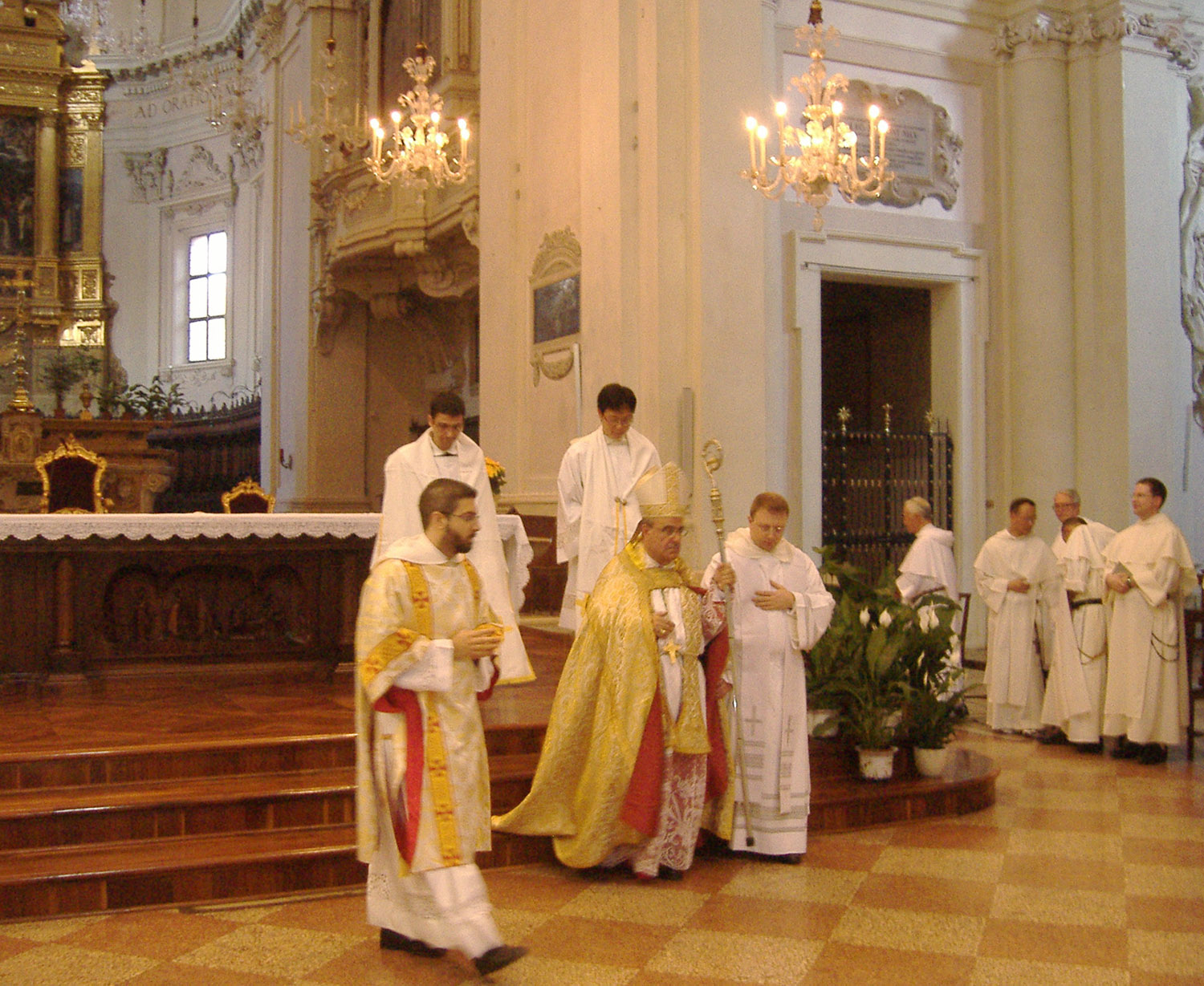
Cremona en la Basílica de Santo Domingo de Bolonia (2007).

En 2007 Cremona fue nombrado Gran Prior para Malta de la Orden del Santo Sepulcro de Jerusalén con el rango de Caballero Gran Oficial.
Como arzobispo de Malta, Cremona fue un predicador popular para los sermones de Cuaresma. Ha escrito obras sobre teología y espiritualidad, incluyendo sobre el Credo y los Mandamientos. También fue coautor de obras con George Frendo, su excompañero de escuela y compañero obispo.

### Renuncia
Los miembros de la Curia Episcopal dijeron que la arquidiócesis carecía de liderazgo bajo Cremona. En agosto de 2014, se le preguntó a Cremona si renunciaría y respondió: "Mantengo esta posición en obediencia a los deseos del Papa y solo me iré en obediencia". El 17 de octubre de 2014, Cremona presentó su renuncia como arzobispo de Malta y el Papa Francisco la aprobó el mismo día. Dijo al día siguiente que había pensado en renunciar dos años antes, debido al agotamiento. Cremona fue el primer obispo de Malta en renunciar antes de la edad de jubilación desde el siglo XIX. Charles Scicluna fue nombrado Administrador Apostólico y más tarde Arzobispo de Malta por el Papa Francisco el 27 de febrero de 2015.